# 石华杰
石华杰（1966年1月—），汉族，现任中共山东省委常委、中国人民解放军山东省军区司令员。

## 生平
1966年1月，石华杰出生，1983年10月从青海省西宁市入伍，1986年8月加入中国共产党。
2010年4月14日，青海省玉树藏族自治州发生7.1级地震，石华杰带领武警青海总队玉树州支队第一时间进入灾区，从废墟中挖出969名被埋群众，救治伤员23人，转移遗体91具，临时治疗受伤人员1202人，安全转移群众2986人。石华杰因此次救援行动荣立一等功，7月获得“抗震救灾优秀共产党员”称号，8月中共中央、国务院、中央军委授予其“全国抗震救灾模范”称号。
2019年12月9日，石华杰晋升武警少将。
2024年5月，石华杰接替张立克出任中国人民解放军山东省军区司令员。
2025年3月，任中共山东省委常委。